# Oxychilus aegopinoides
Oxychilus aegopinoides is een slakkensoort uit de familie van de Oxychilidae. De wetenschappelijke naam van de soort is voor het eerst geldig gepubliceerd in 1883 door Maltzan.